# Stortjärnen (Älvdalens socken, Dalarna, 680294-137926)
Stortjärnen är en sjö i Älvdalens kommun i Dalarna och ingår i Dalälvens huvudavrinningsområde. Sjön har en area på 0,0633 kvadratkilometer och ligger 446,1 meter över havet.

## Delavrinningsområde
Stortjärnen ingår i det delavrinningsområde (680383-137983) som SMHI kallar för Inloppet i Gryvelstamn. Medelhöjden är 501 meter över havet och ytan är 49,57 kvadratkilometer. Det finns inga avrinningsområden uppströms utan avrinningsområdet är högsta punkten. Gryvlan som avvattnar avrinningsområdet har biflödesordning 2, vilket innebär att vattnet flödar genom totalt 2 vattendrag innan det når havet efter 391 kilometer. Avrinningsområdet består mestadels av skog (65 procent) och sankmarker (25 procent). Avrinningsområdet har 0,36 kvadratkilometer vattenytor vilket ger det en sjöprocent på 0,7 procent.